# نوئلیا اسپاندولا
نوئلیا اسپاندولا (انگلیسی: Noelia Espíndola؛ زادهٔ ۶ آوریل ۱۹۹۲) بازیکن فوتبال اهل آرژانتین است.
از باشگاه‌هایی که در آن بازی کرده‌است می‌توان به باشگاه ورزشی سن لورنسو آلماگرو اشاره کرد.
وی همچنین در تیم‌های ملی فوتبال Argentina women's national under-20 football team و زنان آرژانتین بازی کرده‌است.